# Apostol Arsache

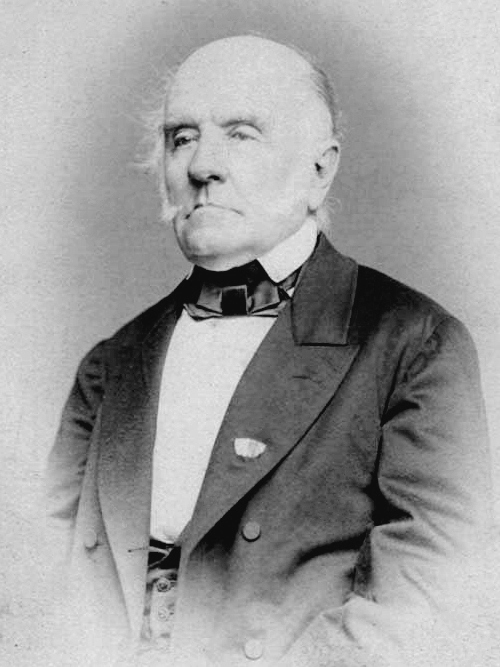
Apostol Arsache

Apostol Arsache (Grieks: Απόστολος Αρσάκης) (Hotovë/Hotahova nabij Përmet, 1789 - Boekarest, 16 juli 1874) was een Grieks-Roemeens politicus en 16 dagen de premier van Roemenië, tussen 8 juni 1862 en 24 juni 1862. Hij was conservatief. Arsache was de tweede premier van Roemenië. Hij volgde Barbu Catargiu op en werd zelf opgevolgd door Nicolae Crețulescu.